# John Palmer (compositore)
John Palmer (1959) è un compositore britannico.

## Biografia
Dopo varie attività musicali come pianista e compositore nell'ambito della musica sperimentale degli anni settanta, dal 1985 Palmer si è dedicato alla musica classica contemporanea componendo opere orchestrali, operistiche, vocali, da camera, per strumento solista, e musica elettroacustica, inclusi live-electronics e musica acusmatica. Ha studiato pianoforte e composizione al Conservatorio di Musica di Lucerna da Edison Denisov e Vinko Globokar, e al Trinity College of Music di Londra, e ha conseguito un dottorato di ricerca presso la City University of London. Ha inoltre studiato composizione per tre anni con Jonathan Harvey. Negli anni ottanta la musica e il pensiero di John Cage influenzarono alcune delle sue prime composizioni da camera caratterizzate anche da elementi aleatori e influenze dal free-jazz. In questo periodo Palmer approfondì lo studio dell'avanguardia europea e si avvicinò alla musica elettroacustica che avrebbe avuto un impatto rilevante sul suo linguaggio musicale successivo. Col tempo, ha sviluppato uno stile personale in cui elementi della musica spettrale si combinano con ricerche sul suono e sul silenzio, talvolta influenzate dalla musica giapponese tradizionale. Alcune composizioni di questi anni presentano riferimenti alla cultura Zen, come Koan (1999), Satori (1999), Still (2001) e Waka (2003).
Il suo lavoro si caratterizza per la compresenza di aspetti meditativi e virtuosismo come mezzo espressivo, con un interesse per l'integrazione tra strumenti acustici ed elettronici. Un virtuosismo dialettico si evidenzia soprattutto nella musica strumentale e da camera in brani come il Secondo Quartetto d'Archi (1997), Transitions (2000), Transparence (2015) e Transgression (2023). Un'altra caratteristica  dello stile del compositore è la fusione dell'estetica della musica acusmatica con la musica da camera. Palmer considera gli strumenti elettronici come una estensione naturale dell'organico strumentale a disposizione del compositore. Gli esempi più noti di questa produzione sono Beyond the Bridge (1993), Epitaph (1997), Encounter (1998), Transfiguration (2006), Transient (2008), Thereafter (2013), Transparence (2015) e Woanders (2019). Le sue opere sono pubblicate dalla casa editrice Composers Edition.

## Premi e riconoscimenti
- 1990 - "Special mention" per il brano in memory of a friend (per soprano e pianoforte) al Concorso di Composizione Cornelius Cardew, Londra.
- 1992 - Primo premio per il brano Omen' (per orchestra e coro) al Premio Culturale della città di Lucerna, Svizzera.
- 1994 - Secondo premio per il brano Beyond the Bridge (per violoncello ed elettronica) al Concorso Internazionale di Bourges, Francia.
- 1995 - Primo premio per il brano Concertino (per orchestra) al Concorso della Surrey Sinfonietta, Londra.
- 1995 - Secondo premio per il brano Theorem (pianoforte, violino, violoncello) al Concorso Internazionale di Musica da Camera di Tokyo.
- 1996 - Secondo premio per il Secondo Quartetto d'Archi al Concorso Internazionale di Composizione per Musica da Camera Gustav Mahler, Klagenfurt, Austria.
- 2009 - "Special mention" per il brano Transient (soprano, pianoforte preparato ed elettronica) al Concorso Internazionale di Bourges, Francia.
- 2010 - "Special mention" per il brano Transference (fl, cl, vc, pf) al Concorso Internazionale Città di Udine.
- 2011 - Primo premio per il brano Mémoires (musica acusmatica) al Concorso Internazionale Presque Rien di Parigi.

## Onorificenze
17 ottobre 2010 - Medaglia del Presidente della Repubblica Italiana assegnata per la composizione Transference dalComune di Udine e l'Editioni Musicali TEM Taukay.

## Opere (selezione)

### Opera
- Re di Donne (2019) opera da camera in un atto per 4 cantanti e ensemble con elettronica

### Orchestra
- Omen (1991) per orchestra e coro
- There (1992, rev. 2019) per orchestra d'archi e quartetto d'archi
- Concertino (1994)
- Hypothetical questions (1992, rev. 2011) per orchestra sinfonica
- Concerto per Pianoforte (2005) per pianoforte microtonale, orchestra e coro
- Doppio Concerto per Violino, Violoncello e Orchestra (2016)
- Not Two, per orchestra (2017)

### Ensemble
- Asgard (1987–2001) flauto, clarinetto, violino, viola, violoncello, pianoforte, 2 speakers, live-electronics
- Blurring definitions (2008–2016) flauto, clarinetto, fagotto, percussione, 2 violini, viola, violoncello, contrabasso
- Koan (1999) per shakuhachi solista ed ensemble (flauto, oboe, clarinetto, percussione, pianoforte, violino, viola, violoncello)
- Legend (1994–2008) per arpa solista ed ensemble
- Transparence (2015) per viola solista ed ensemble con elettronica
- You (1992–2008) per trombone solista ed ensemble
- Waka (2003) percussione solista, flauto, oboe, clarinetto, pianoforte, violino, viola, violoncello

### Teatro Musicale
- Utopia (1989, rev. 2019) mezzosoprano, quartetto di fiati ed elettronica

### Musica da camera
- Primo Quartetto d'Archi (jeu de mort) (1986)
- Theorem (1995) violino, violoncello, pianoforte
- Secondo Quartetto d'Archi (dream) (1996)
- Between (2000) violino e clavicembalo
- transitions (2000) violino, clarinetto, violoncello, pianoforte
- Still (2001) flauto basso, chitarra a 6 e 12 corde, viola
- Transference (2010) flauto, clarinetto, violino, violoncello e pianoforte
- Crossing dialogues (2013) violino, violoncello, vibrafono e pianoforte
- Towards the soul (2015) quartetto di tromboni
- Alba (2016) violino, viola, violoncello e pianoforte
- Transgression (2023) violoncello solista, flauto, violino e pianoforte

### Musica per strumento solista
- Hieroglyphs (1985–86) pianoforte
- Three preludes (1987) pianoforte
- Mosaic (1998 - rev. 2023) clavicembalo
- Musica Reservata (1989) pianoforte
- Satori (1999) clavicembalo
- Drang (1999) fisarmonica or bayan
- Hinayana (1999) oboe
- Without (2004) violino
- Almost (2006) violoncello
- Over (2006) violino
- En avant (2006) pianoforte
- Se potessi (2011) pianoforte
- Eulogy (2013) pianoforte
- Verso l'alto (2014) viola
- Three Haikus (2014) shakuhachi
- Somewhere (2018) violoncello
- Lux Vivens (2022) violoncello
- Lux Ardens (2023) violoncello
- Lux Serena (2024) violoncello
- Lux Obscura (2025) violoncello

### Musica elettroacustica e acusmatica
- Beyond the bridge (1993) violoncello ed elettronica
- Renge-kyo (1993) pianoforte ed elettronica
- Encounter (1998) clavicembalo, world percussions ed elettronica
- '...as it flies...' (2001) tape
- Transfiguration (1999–2006) trombone ed elettronica
- I am (2002) tape
- After silence 1 (2005) pianoforte ed elettronica
- Inwards (2005/06) flauto basso ed elettronica
- In the Temple (2006–07) tape
- Present Otherness (2008) tape
- mémoires (2011) tape
- Thereafter (2012) organo ed elettronica
- woanders (2016) pianoforte ed elettronica

## Discografia
- '"...as it flies..." - Sargasso SCD 28053.
- Beyond the bridge in Edition Memnosyne, Synthese 8, LD278058/59.
- Beyond the bridge - Sargasso SCD 28023.
- Between - Sargasso SCD 28038.
- Drang - Sargasso SCD 28059.
- Encounter - Sargasso SCD 28038.
- Epitaph - Electroshock, 3 ELCD 007.
- Epitaph - Sargasso SCD 28038.
- Fado - Sargasso SCD 28059.
- Hinayana - Sargasso SCD 28038.
- I Am - Animato Records ACD6143.
- In the Temple - Animato Records ACD6144.
- Inwards - Sargasso SCD 28059.
- Koan - Sargasso SCD 28049.
- Mémoires in Presque Rien Competition Prize CD, Vol. I, Paris 2017. (Limited Edition)
- Musica Reservata - Animato Records ACD6136.
- Nowhere - Sargasso SCD 28053.
- Nowhere to hide in Other Places, NEOS 12423 (2024).
- Phonai - Sargasso SCD 28023.
- Phonai in Electroshock, 2 ELCD 006.
- Present otherness in Other Presences - Sargasso, SCD 28057.
- Renge-kyo - Sargasso SCD 28023.
- Satori - Sargasso SCD 28049.
- Shambhala in Other Places, NEOS 12423 (2024).
- Somewhere in Other Places, NEOS 12423 (2024).
- Spirits - Sargasso SCD 28023.
- Still - Sargasso SCD 28049.
- Theorem - Living Artists Recordings, Vol.3, USA.
- There in Other Places, NEOS 12423 (2024).
- Thereafter in Other Places, NEOS 12423 (2024).
- Transfiguration - Sargasso SCD 28059.
- Transient - Sargasso SCD 28059.
- Verso l'alto in Other Places, NEOS 12423 (2024).
- Verso l'alto in 20 Jahre Ensemble Plus, ORF Voralberg, Austria, 2016  (limited edition).
- Vision - Sargasso SCD 28023.
- Waka - Sargasso SCD 28053.
- Without in Dots/Lines - Takao Yakutome Label.
- Woanders in Other Places, NEOS 12423 (2024).

### Libri
- Im Inneren: Die Musik von John Palmer – Gespräche und Essays', a cura di Sunny Knable, prefazione di Egbert Hiller (2025). Vision Edition. ISBN 978-1-0687122-3-4.
- Harpsichord Reimagined - Resonances in Contemporary Music, a cura di John Palmer and Jane Chapman (2025). ISBN 978-1-0687122-1-0.
- Looking Within: The Music of John Palmer - Dialogues and Essays, a cura di Sunny Knable, prefazione di Anna Reguero (2021). Vision Edition. ISBN 978-0-9931761-7-3.
- Mortuos Plango, Vivos Voco by Jonathan Harvey. An aural score, analysis and discussion (2018), 008-MA, 009-MP, 0010-MP ISBN 978-0-9931761-3-5. ISMN 979-0-9002315-4-3, ISMN 979-0-9002315-5-0.
- Conversations (2015, 2024 seconda edizione), Vision Edition 003-MC, 2015. ISBN 978-0-9931761-0-4
- Rhythm to go (2013), Vision Edition 002-MP. 2013. Third edition 2014. ISMN 979-0-9002315-1-2
- Jonathan Harvey's Bhakti for chamber ensemble and electronics (2001), Edwin Mellen Press, Studies in History and Interpretation of Music. ISBN 0-7734-7436-6
- Integrating Skills Development with Academic Content in Higher Education (with Honeybone A., Blumhof J., Hall M.). A guide to the work of the Hertfordshire Integrated Learning Project, Hatfield, University of Hertfordshire, UK, 2001.
- Formal Strategies in Composition. PhD Thesis, City University, London, 1994.

### Articoli
- Introduction to ‘Images of the mind' (1997). 1997 KlangArt International Congress ‘New Music & Technology’ a Osnabrück. Pubblicato nella ‘Musik und Neue Technologie 3, Musik im virtuellen Raum’ (edito da Bernd Enders), Universitätsverlag Rasch, Osnabrück (2000). ISBN 3-934005-64-0.
- Conceptual models of interaction: towards a perceptual analysis of interactive composition (1997-8). 1997 Sonic Arts Network Conference, University of Birmingham, UK, 1998. Pubblicato nel Seamus Journal, USA, Vol. XIV no. 1, Summer 1999. SEAMUS, Sonic Arts Network
- Perceptual Abstraction and Electroacoustic Composition (1998). 1998 Seamus Conference, Dartmouth College, USA, 1998. Pubblicato nel Seamus Journal, USA, Vol. XIII, No. 2, Fall 1998.
- Listening: towards a new awareness of a neglected skill (1997). Stockholm Hey Listen! International Conference on Acoustic Ecology, 1998. Stoccolma. Pubblicato nel Royal Swedish Academy of Music, June 1998.
- Which Global Music? (1999). 1999 KlangArt Congress a Osnabrück, 1999. Published in ‘Musik und Neue Technologie 4’ (edito da Bernd Enders), Epos music Universitätsverlag Osnabrück (2003). ISBN 978-3-923486-01-4, ISBN 978-3-923486-02-1 Epos music publisher.[1]
- The lesson of freedom: Remembering Luc Ferrari (2005) Pubblicato su 'Soundscape - The Journal of Acoustic Ecology', Vol. 6, No. 1, Spring/Summer 2005. ISSN 1607-3304 (WC · ACNP)

### Interviste
- Breathing Silence. An interview with John Palmer. Cristina Scuderi, 2011. Musica/Tecnologia Journal, Vol. 5, 2011, Firenze University Press. ISSN 1974-0042 (WC · ACNP)
- The Ambiguity of Sounds. Composer and pianist John Palmer. Christian Peter Meier. Luzerner Zeitung, 25.1.1993. In tedesco.
- Intervista a John Palmer. Lia De Pra Cavalleri. Verifiche, Mensile svizzero di cultura e politica nell'istruzione, Aprile 2003. In italiano.